# Louis Darragon
Louis Darragon (ur. 6 lutego 1883 w Vichy – zm. 28 kwietnia 1918 w Paryżu) – francuski kolarz torowy, czterokrotny medalista mistrzostw świata.

## Kariera
Pierwszy sukces w karierze Louis Darragon osiągnął w 1906 roku, kiedy zdobył złoty medal w wyścigu ze startu zatrzymanego zawodowców podczas mistrzostw świata w Genewie. Tytuł ten obronił na rozgrywanych rok później mistrzostwach świata w Paryżu. W tej samej konkurencji zdobywał także srebrne medale na mistrzostwach świata w Kopenhadze (1909) i mistrzostwach w Rzymie (1911). W obu przypadkach wyprzedził go tylko jego rodak Georges Parent. Ponadto kilkakrotnie zdobywał medale torowych mistrzostw Francji, w tym trzy złote. Nigdy nie wystąpił na igrzyskach olimpijskich.